# Stückbrunn
Stückbrunn ist ein Gemeindeteil der Gemeinde Viereth-Trunstadt im oberfränkischen Landkreis Bamberg in Bayern.

## Geografie
Das Dorf liegt einen knappen Kilometer vom Zentrum von Trunstadt entfernt. Es wird vom Viehbach durchflossen, der südwestlich des Ortes im Wald entspringt und bei Viereth in den Main mündet.

## Geschichte
Stückbrunn wurde in einem Lehnsbrief des Jahres 1367 erstmals urkundlich erwähnt. Der Name entstand aus „Stumbrunn“ und „Stupprun“. Das Dorf war ein Gemeindeteil der Gemeinde Trunstadt, die 1978 im Zuge der Gemeindegebietsreform in der Gemeinde Viereth aufging. 1980 wurde diese in Viereth-Trunstadt umbenannt.

## Sehenswertes
Nach dem Zweiten Weltkrieg wurde die Heimkehrerkapelle St. Kunigund in Eigenleistung erbaut und 1947 eingeweiht. Der schiefergedeckte Ovalbau steht auf einem Hügel inmitten des Ortes. Die Gottesdienste werden durch die Pfarrei Trunstadt betreut.
Die Quellen der „Brunnastum“ (Brunnenstube) in der Ortsmitte gaben ihr Wasser jahrhundertelang an das Schloss in Trunstadt ab.
→ Liste der Baudenkmäler in Stückbrunn